# NGC 7630
NGC 7630 ist eine Spiralgalaxie vom Hubble-Typ S? im Sternbild Pegasus nördlich des Himmelsäquators. Sie ist schätzungsweise 563 Millionen Lichtjahre von der Milchstraße entfernt.
Das Objekt wurde am 8. August 1880 vom britischen Astronomen Andrew Ainslie Common entdeckt.